# Garabit-viadukten

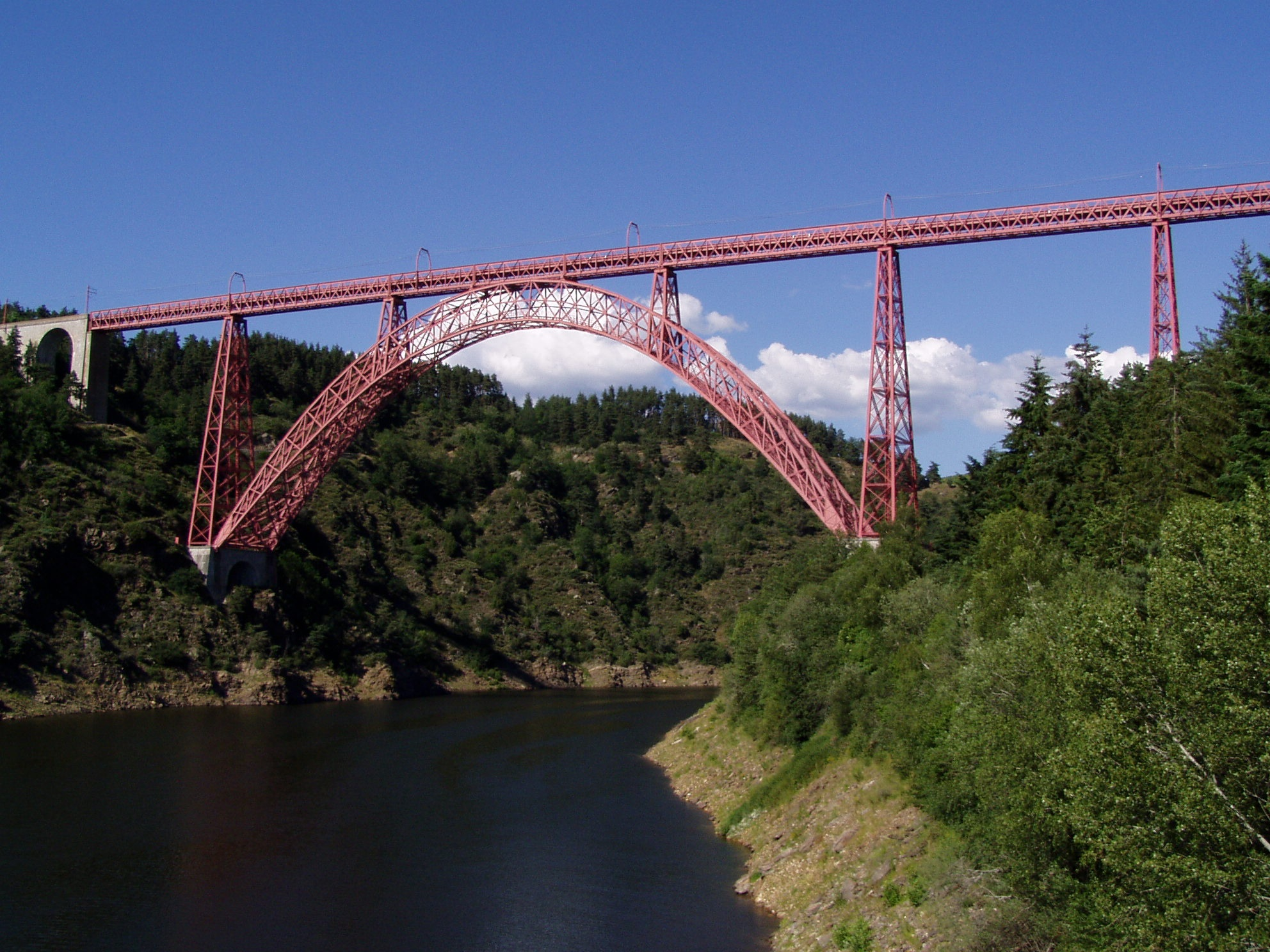
Garabit-viadukten.

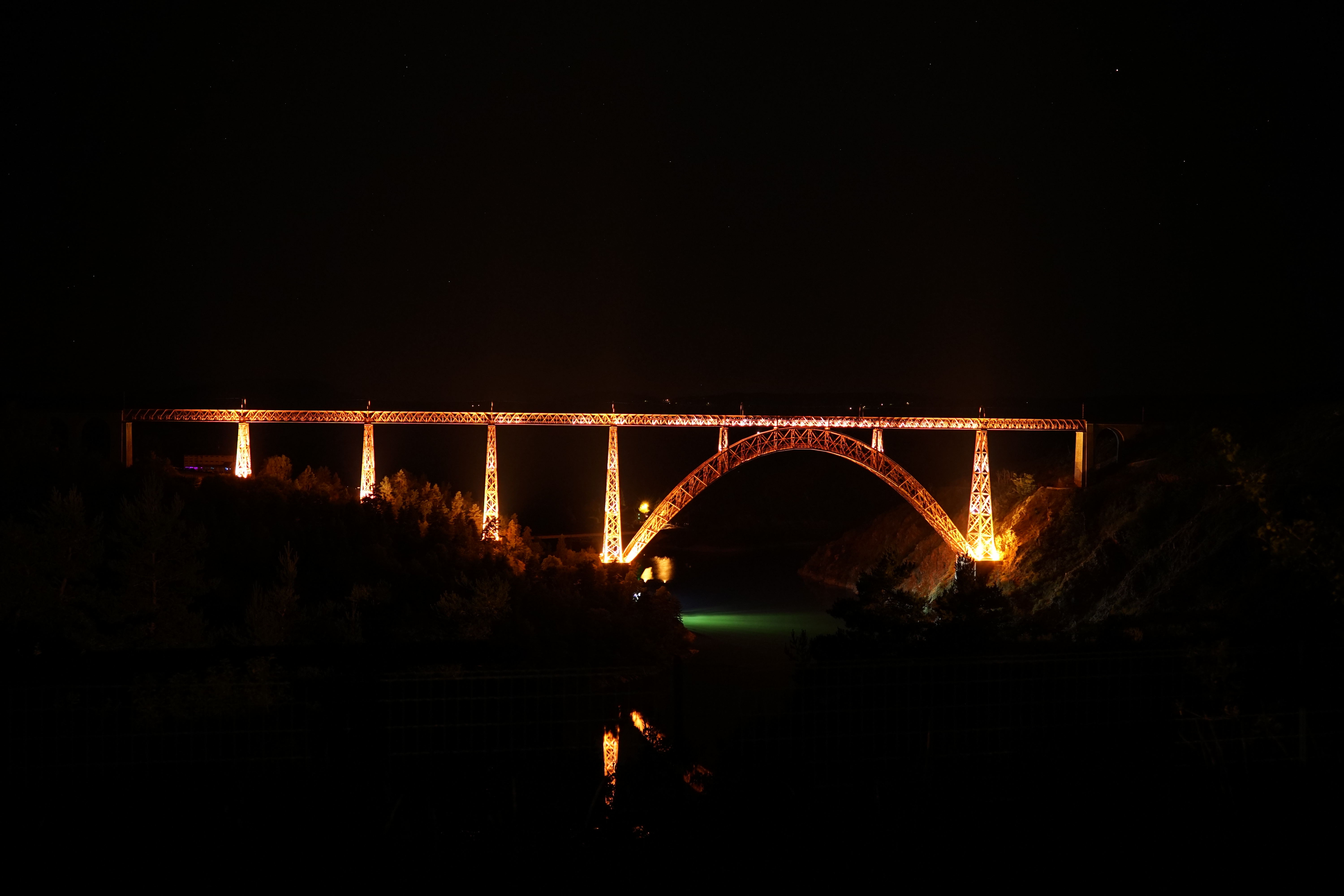

Garabit-viadukten (franska: Viaduct de Garabit) är en järnvägsbro i mellersta Frankrike, cirka nio mil söder om Clermont-Ferrand. Bron går över floden Truyères djupa dal och byggdes av Leon Boyer efter ritningar av Gustave Eiffel åren 1882-1885. Bron gav Eiffel viktiga lärdomar som han tillämpade vid byggandet av Eiffeltornet.
Garabit-viadukten går 122 meter över floden, och var länge världens högsta bro. Dess totallängd är 565 meter, varav 448 meter vilar på järnkonstruktioner: en båge med en spännvidd på 165 meter och en inre höjd på 52 meter samt fem 90 meter höga pelare.